# Gheorghe Costin
Gheorghe Costin (n. 8 august 1954, Beiuș, Bihor, România) este un politician român, deputat în Parlamentul României în mandatul 2012-2016 din partea USL Bihor.
A fost viceprimar al municipiului Beiuș în perioada 2008-2012.

## Controverse
Pe 27 august 2013, Gheorghe Costin a fost trimis în judecată, alături de foștii și actualii edili ai municipiului Beiuș, precum și de angajați ai Primăriei, fiind acuzați de fapte de corupție privind un contract de extindere și reabilitare a rețelelor de alimentare cu apă.
Pe 3 iunie 2016 Înalta Curte de Casație și Justiție l-a condamnat definitiv pe Gheorghe Costin la 2 ani și 8 luni de închisoare cu suspendare în acest dosar.